# Legend of Dungeon
Legend of Dungeon es un videojuego de rol de acción roguelike independiente de Robot Loves Kitty para Microsoft Windows, OS X y Linux. El objetivo del juego es luchar a lo largo de 26 niveles repletos de monstruos, conseguir el tesoro y regresar de los 26 niveles sin morir. Legend of Dungeon también presenta un estilo artístico y una atmósfera únicos al combinar personajes pixelados en un mundo 3D, además de tener sistemas de sombras y música dinámicos.

## Jugabilidad
La jugabilidad básica de Legend of Dungeon es la típica de un Beat 'em up. Los jugadores pueden utilizar una variedad de armas para atacar a cualquier enemigo que se encuentre a su alcance. Los jugadores también tienen un inventario grande y podrán llevar varias armas a la vez, alternando entre ellas según la situación en la que se encuentren.
Al ser un juego de tipo roguelike, los niveles de Legend of Dungeon se generan aleatoriamente cada vez que un jugador comienza una partida nueva. El juego también cuenta con un sistema de muerte permanente, por lo que si un jugador muere en cualquier momento del juego, tendrá que empezar de nuevo desde el principio. Jugar con varios personajes permite que cualquier jugador muerto exista como un fantasma. Los jugadores fantasma pueden recolectar orbes espirituales de los enemigos caídos asesinados por sus compañeros vivos, lo que permite que el fantasma resucite. Junto con los monstruos, Legend of Dungeon también cuenta con una gran cantidad de ítems, desde pociones hasta armas, alimentos y sombreros. Cada ítem es único en lo que hace y se podrá encontrar en ubicaciones aleatorias en cada partida nueva. Estos incluyen espadas, cerveza, un sombrero de colmena y un gato que dispara rayos láser desde sus ojos.
Morir en el juego permitirá guardar la cantidad de dinero reunido en una tabla de puntuación en línea.

## Desarrollo
Legend of Dungeon es un juego de Calvin Goble y Alix Stolzer, un equipo de desarrollo formado por marido y mujer que trabaja bajo el nombre de Robot Loves Kitty. Goble había trabajado en juegos anteriormente como Neverdaunt:8Bit (nominado en IGF), pero esta era la primera vez que colaboraba en un proyecto de videojuego con su esposa. Para reducir los gastos de manutención y financiar el desarrollo del juego, la pareja vendió su casa y se mudó a una casa del árbol que construyeron en el terreno de su amigo Jaimie Mantzel en la ladera de una montaña de Vermont. Este arreglo de vivienda redujo sus gastos mensuales a $150, sin incluir la comida. Aunque frugal, este estilo de vida tenía sus desventajas: sus paneles solares solo podían cargar sus computadoras portátiles durante cuatro o cinco horas al día y solo cuando había sol. Vivir en la casa del árbol requería más esfuerzo, el agua se debía recolectar en una casa de manantial, la leña se debía recolectar, y cocinar en su estufa casera llevaba más tiempo. Stolzer estima que el 40% de su tiempo se dedicó a la supervivencia básica, lo que ralentizó el desarrollo del juego.
El juego se inspiró en Rogue y en los beat 'em ups arcade como X-Men y Teenage Mutant Ninja Turtles. Su diseño visual se derivó de los experimentos de Goble aplicando bump mapping a los sprites para que reaccionaran con la iluminación de la escena. Stolzer creía que el contraste entre el pixel art con una iluminación de alta calidad captaría la atención de la gente y Goble quedó «impresionado por lo geniales que resultaron los gráficos».
En noviembre de 2012, la pareja tenía pocos fondos y por eso recurrió a una campaña de financiación en Kickstarter para seguir desarrollando el juego. Se fijaron un objetivo de 5000 dólares, que se alcanzó en las primeras 24 horas de la campaña, que finalmente terminó con 32.999 dólares recaudados para el juego. Una versión de acceso anticipado del juego se lanzó en marzo de 2013. Ese mismo mes, el juego se exhibió en PAX East. El juego fue popular en la convención de tres días, con unas 350 personas jugándolo durante el transcurso de la convención y 4000 personas pasando por su stand. En julio de 2013, después de pasar más de dos años viviendo en la casa del árbol, la pareja se mudó de nuevo a un apartamento, y, en septiembre de 2013, se lanzó la versión completa del juego.

## Recepción
La recepción crítica fue mixta y el juego actualmente tiene una calificación de 62 basada en 13 reseñas, de acuerdo con el sitio web agregador de reseñas Metacritic, lo que indica «reseñas mixtas». Hardcore Gamer elogió la banda sonora del juego y afirmó que era «un juego introductorio perfecto para aquellos interesados en los Roguelikes, pero que también se sienten intimidados por ellos». Por el contrario, GameSpot criticó el combate por ser demasiado básico. Para diciembre de 2015, el juego había vendido más de 200.000 copias.